# Saikyō robo Daiōja
Saikyō robo Daiōja (最強ロボ ダイオージャ?, Saikyō robo Daiōja, lett. Daiōja il robot più forte), è una serie televisiva anime prodotta dalla casa di animazione Sunrise.
In Italia la serie è inedita, tuttavia nei negozi italiani di giocattoli sono giunti modellini raffiguranti il robot che compare in questa serie. Sembra infatti che anche questo anime dovesse approdare in Italia (come Il prode Raideen), tanto che erano già pronti anche vari "vintage toys" molto ricercati dai collezionisti.
I diritti su questa serie erano stati acquisiti dalla casa editrice VID (la stessa di Gundam), ma questo anime non ebbe mai occasione di essere trasmesso.

## Trama
La storia narra le vicissitudini di Mito, principe di Edon, che governa 51 stelle del Sistema di Ipron. Egli viaggia sotto mentite spoglie tra i mondi da lui governati in compagnia di due fedeli attendenti. Nel momento in cui scopre abusi di potere e vessazioni nei confronti dei suoi sudditi, per punire i malvagi amministratori, si rivela utilizzando il Daioja, il super robot della famiglia imperiale, nato dalla unione di tre robot.
L'anime si ispira liberamente, reinterpretandola in chiave fantascientifica, alla figura storica di Mitsukuni Tokugawa (Mitokomon), nobile erudito che amava vestirsi da contadino e girare per il suo feudo controllando di nascosto l'effettiva amministrazione della giustizia da parte dei vassalli e che, di fronte alla presenza di malversazioni, si rivelava punendo l'infedele amministratore.

## Il robot
Il nome del robot, anche se trascritto in sillabario katakana, deriva dalla parola 大王者, daiōja, ovvero Grande Sovrano.
Per quanto riguarda l'aspetto, Daioja riprende concetti e design da altri robot della Sunrise, in particolare salta agli occhi una certa somiglianza con il ben più famoso Daitarn 3.
Il robot risulta dalla combinazione (chiamata Cross Triangle) di tre mecha d'aspetto antropomorfico: Ace Redder (il robot pilotato da Mito in persona), Aoider (il robot pilotato dal fedele Suke) e Cobalter (il robot pilotato dal fedele Kaku).
Ognuno dei robot ha sul petto un simbolo a forma di foglia stilizzata: unendosi i robot si riuniscono anche questi, così da formare un simbolo più grande che ricorda da vicino quello dell'antica e potente famiglia giapponese dei Tokugawa.
Tra le armi in dotazione al robot, vi sono due jitte (vedi immagine), un'arma in uso ai samurai del Periodo Edo.

## Episodi
| Nº | Giapponese 「Kanji」 - Rōmaji                                         | In onda           | In onda |
| Nº | Giapponese 「Kanji」 - Rōmaji                                         | Giapponese        |         |
| 1  | 「旅立て！銀河のミト王子」 - tabidate! ginga no mito ōji              | 31 gennaio 1981   |         |
| 2  | 「胸に輝く王者の印」 - mune ni kagayaku ōja no in                     | 7 febbraio 1981   |         |
| 3  | 「恐竜パピの涙」 - kyōryū papi no namida                              | 14 febbraio 1981  |         |
| 4  | 「機械にされたミト王子」 - kikai nisareta mito ōji                    | 21 febbraio 1981  |         |
| 5  | 「恐怖の人間彫刻」 - kyōfu no ningen chōkoku                          | 28 febbraio 1981  |         |
| 6  | 「少年と錦鯨」 - shōnen to nishiki kujira                             | 7 marzo 1981      |         |
| 7  | 「王子の嫁入り」 - ōji no yomeiri                                     | 14 marzo 1981     |         |
| 8  | 「友情のスウォーム星」 - yūjō no sūomu hoshi                          | 21 marzo 1981     |         |
| 9  | 「恐怖!!夜のない国」 - kyōfu!! yoru nonai kuni                        | 28 marzo 1981     |         |
| 10 | 「宇宙に咲いた愛の花」 - uchū ni sai ta ai no hana                    | 4 aprile 1981     |         |
| 11 | 「スターになったミト王子」 - suta ninatta mito ōji                    | 11 aprile 1981    |         |
| 12 | 「つぼに刻んだ父の意地」 - tsuboni kizan da chichi no iji             | 18 aprile 1981    |         |
| 13 | 「キラキラ星の暴走族」 - kirakira hoshi no bōsōzoku                   | 25 aprile 1981    |         |
| 14 | 「俺たちには明日がある」 - ore tachiniha ashita gaaru                 | 2 maggio 1981     |         |
| 15 | 「猛獣国で大あばれ」 - mōjū kuni de ooa bare                          | 9 maggio 1981     |         |
| 16 | 「夢をなくした少年戦士」 - yume wonakushita shōnen senshi             | 16 maggio 1981    |         |
| 17 | 「よごれた黄金のピラミッド」 - yogoreta ōgon no piramiddo             | 23 maggio 1981    |         |
| 18 | 「愛しのポアラ」 - itoshi no poara                                    | 30 maggio 1981    |         |
| 19 | 「どっちがどっち？２人のスケさん」 - docchigadocchi?2 nin no suke san | 6 giugno 1981     |         |
| 20 | 「朝から晩までこんにちは」 - asa kara ban madekonnichiha              | 13 giugno 1981    |         |
| 21 | 「コンピューター大魔人」 - konpyuta daimajin                          | 20 giugno 1981    |         |
| 22 | 「王子になったミト王子」 - ōji ninatta mito ōji                       | 27 giugno 1981    |         |
| 23 | 「ぼくらは荒野の用心棒」 - bokuraha kōya no yōjinbō                   | 4 luglio 1981     |         |
| 24 | 「輝け!ロデオの星」 - kagayake! rodeo no hoshi                        | 11 luglio 1981    |         |
| 25 | 「宇宙海賊バーラック」 - uchūkaizoku barakku                          | 18 luglio 1981    |         |
| 26 | 「戦場にかける友情の橋」 - senjō nikakeru yūjō no hashi               | 25 luglio 1981    |         |
| 27 | 「バルジャン・がんばるじゃん」 - barujan. ganbarujan                  | 1º agosto 1981    |         |
| 28 | 「謎の鬼面軍団」 - nazo no oni men gundan                             | 8 agosto 1981     |         |
| 29 | 「バイキングがでた!!」 - baikingu gadeta!!                            | 15 agosto 1981    |         |
| 30 | 「王子は大泥棒?!」 - ōji ha dai dorobō?!                              | 22 agosto 1981    |         |
| 31 | 「コドク博士の贈り物 前編」 - kodoku hakase no okurimono zenpen       | 29 agosto 1981    |         |
| 32 | 「コドク博士の贈り物 後編」 - kodoku hakase no okurimono kōhen        | 5 settembre 1981  |         |
| 33 | 「エイリアンの恐怖」 - eirian no kyōfu                                | 12 settembre 1981 |         |
| 34 | 「父と娘の出会い」 - chichi to musume no deai                         | 19 settembre 1981 |         |
| 35 | 「にせ物に御用心!!」 - nise mono ni goyōjin!!                         | 26 settembre 1981 |         |
| 36 | 「王子よ正義の剣をとれ 前編」 - ōji yo seigi no tsurugi wotore zenpen | 3 ottobre 1981    |         |
| 37 | 「王子よ正義の剣をとれ 後編」 - ōji yo seigi no tsurugi wotore kōhen  | 10 ottobre 1981   |         |
| 38 | 「がんばれ、ピンチヒッター」 - ganbare, pinchihitta                   | 17 ottobre 1981   |         |
| 39 | 「仙人をやめたかった仙人」 - sennin woyametakatta sennin              | 24 ottobre 1981   |         |
| 40 | 「白竜 前編」 - shiro ryū zenpen                                      | 31 ottobre 1981   |         |
| 41 | 「白竜 後編」 - shiro ryū kōhen                                       | 7 novembre 1981   |         |
| 42 | 「裁かれた名奉行」 - sabaka reta mei bugyō                            | 14 novembre 1981  |         |
| 43 | 「ずっこけ暴走列車」 - zukkoke bōsō ressha                            | 21 novembre 1981  |         |
| 44 | 「ハートへ ようこそ 前 編」 - hato he yōkoso zenpen                   | 28 novembre 1981  |         |
| 45 | 「ハートへ ようこそ 後 編」 - hato he yōkoso kōhen                    | 5 dicembre 1981   |         |
| 46 | 「ジャングル・ボーイ」 - janguru. boi                                 | 12 dicembre 1981  |         |
| 47 | 「町へ出た御領主さま」 - machi he deta o ryōshu sama                  | 19 dicembre 1981  |         |
| 48 | 「つっぱりお嬢さん!!」 - tsuppario jō san!!                           | 16 gennaio 1982   |         |
| 49 | 「みんなが王子を待っている 前編」 - minnaga ōji wo matte iru zenpen   | 23 gennaio 1982   |         |
| 50 | 「みんなが王子を待っている 後編」 - minnaga ōji wo matte iru kōhen    | 30 gennaio 1982   |         |